# Амакнак

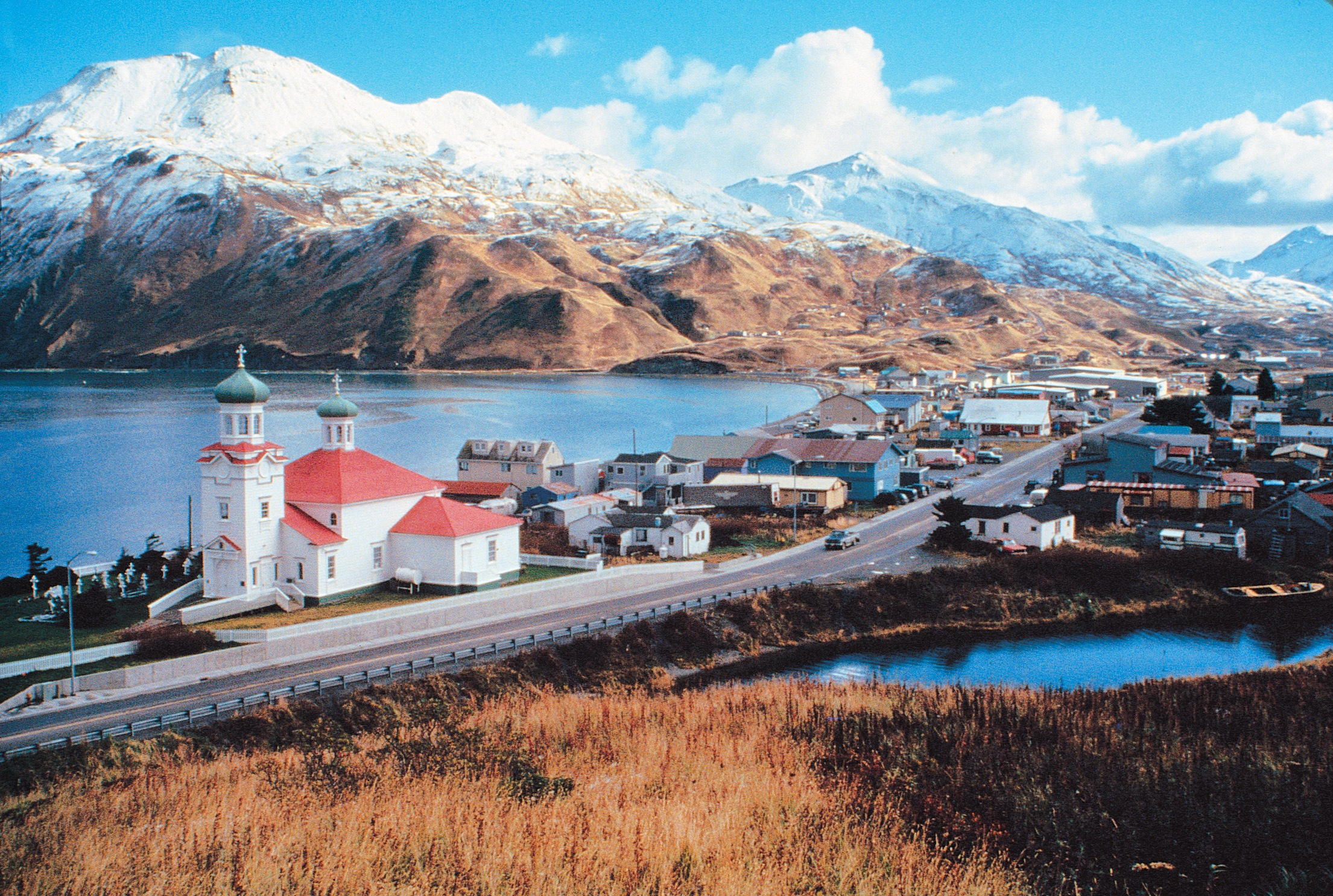
Город Уналашка

Амакнак или Умакнак (англ. Amaknak Island, по-алеутски: Amaxnax̂) — остров в бухте Уналашка, расположен северо-западнее острова Уналашка, входит в состав Лисьих островов, в цепи Алеутских островов. Расположенная на острове территория Дач-Харбор является частью города Уналашка. Площадь острова — 8,449 км². Население по данным переписи 2000 года составило 2524 человека — около 60 % населения города Уналашки. Амакнак является самым густонаселённым островом Алеутской цепи. Современное название официально на карту впервые нанёс российский мореплаватель Сарычев в 1826 году.